# Hemiblossia monocerus
Espèce
Hemiblossia monocerus est une espèce de solifuges de la famille des Daesiidae.

## Distribution
Cette espèce est endémique du Zimbabwe.

## Description
Le mâle décrit par Roewer en 1933 mesure 7 mm.

## Publication originale
- Hewitt, 1927 : On some new arachnids from South Africa. Records of the Albany Museum, vol. 3, no 5, p. 416-429.